# Lupercalia
Lupercalia er en af de allerældste religiøse romerske fester, den fandt sted den 15. februar til ære for den i dag ellers ukendte frugtbarheds- eller landbrugsgud, Lupercus, som med stor sandsynlighed er tæt forbundet med ordet for ulv (lupus). Navnet har derfor måske sin oprindelse i en hyrde, som beskyttede dyrene mod ulve (som foreslået af Justinus Martyr) eller i den mytiske hunulv, som tog sig af brødrene Romulus og Remus. Grækerne sammenlignede gerne Lupercus med Pan, men intet tyder på, at denne forbindelse er reel.

## Praksis
Festen var på dies februata, som gav navn til hele måneden (februaris), som kommer af det latinske ord februare ("at rense").
Festen faldt sammen med begyndelsen af vækstsæsonen, og formålet med den var at sikre frugtbarhed og afværge ondskab det følgende år. Ritualerne tyder på, at festen har haft sin oprindelse blandt hyrder. Festen begyndte med ofring af to gedebukke og en hund (måske som erstatning for en ulv) i den hule, Lupercale, hvor Romulus og Remus ifølge traditionen blev opfostret af ulvinden (Luperca) ved Palatinerhøjen. I januar 2007 mente arkæologer at have fundet den hellige hule  under resterne af det, man mener, var Augustus' villa. Ritualerne blev ledet af en gruppe præster (luperci), som havde et særligt ansvar for fejringen af lupercalia.
I Lupercale fandtes et alter og uden for en lund, der var viet guden Lupercus. Her samledes luperci 15. februar. Man tilskrev gedebukke og hunde en stærk kønsdrift, og de regnedes ifølge Plutark derfor som passende offerdyr til en frugtbarhedsgud.  To unge mænd af patricisk slægt blev så ført hen til lupercierne; en af disse rørte ved deres pander med et sværd dyppet i offerdyrenes blod, mens andre lupercier straks tørrede blodet væk med uld dyppet i mælk. Derefter forventedes de to unge mænd at briste i latter. Denne ceremoni drejede sig sandsynligvis om en symbolsk renselse af fårehyrder.
Luperci indtog nu et måltid ledsaget af store mængder vin og flåede de ofrede geder. Nogle stykker af skindene dækkede de sig til med, som en efterligning af Lupercus, der blev afbildet halvnøgen og halvt klædt i gedeskind. Resten af skindene blev skåret i strimler, og med dem i hænderne løb lupercierne gennem Palatinerhøjens gader og slog efter alle, de mødte - især kvinder, i den tro, at slag med strimlerne ville sikre kvinderne frugtbarhed og nemme fødsler.  Løbet var en renselse af landet og af beboerne, for handlingen beskrives med ordene februare og lustrare. Gedeskindet, der benyttedes, blev kaldet februum. 
Lupercalia faldt sammen med fejringen af parentalia, en af de tre romerske højtider, der ærede di manes (de dødes ånder). Parentalia begyndte var daggry 13. februar. Den følgende dag var viet fejringen af Juno-Lupa, ulvinden, der havde givet Romulus og Remus die. Så kom den 15. februar med fejringen af lupercalia. - 18. februar fejrede man Tacita, tavshedens gudinde. Parentalia afsluttedes ved den offentlige fest feralia ved midnat 21. februar, hvor man ofrede husholdningssalt og violer og brød dyppet i rødvin ved sine familiegravsteder. 

## Historie
Lupercaliafestens rituelle praksis og navne på de involverede tyder på, at den er fra før historisk tid, så vi ikke kender baggrunden for den. Det eneste, som er nogenlunde sikkert, er, at den har sin rod i et hyrdesamfund. Da romerne ikke længere var et hyrdefolk, mistede festen en stor del af sin betydning, og efter Julius Cæsars tid har den nok været negligeret, idet Augustus sagdes at have genoplivet den, selv om han forbød unge mænd at deltage i løbene. Festen blev så fejret regelmæssig frem til kejser Anastasius' tid. Lupercalia blev også fejret i andre byer i Italien og Gallien, da den omtales flere steder.
I år 44 f.Kr, da Cæsar var blevet udnævnt til diktator på livstid, var Marcus Antonius en af drengene i lændeklæde, og benyttede anledningen til at sætte en kongekrone på Cæsars hoved, mens Cæsar bivånede lupercaliafesten fra en trone på Forum Romanum. 

### Valentinsdag
I moderne tid er Lupercalia blevet knyttet sammen med fejringen af Valentinsdag, da tidspunktet passer nogenlunde, og begge ritualer indeholder frugtbarhedselementer. Valentins dag blev indført i kirkekalenderen af pave Gelasius 1., den samme som forbød lupercalia, men der knyttes ingen forbindelse mellem de to højtider, og sammenhængen mellem dem er på ingen måde blevet bevist.  Gelasius skrev i et brev til senatoren Andromachus, at folk, der fejrede lupercalia, ikke kunne regnes som kristne. Brevet omtaler imidlertid også detaljer ved fejringen, der ellers var gået tabt. Lupercalia erstattedes af en kristen højtid, kyndelmisse,  der knyttes til jomfru Maria.